# 柳敏
柳 敏（りゅう びん、? - 581年）は、西魏から北周にかけての政治家・軍人。字は白沢。本貫は河東郡解県。

## 経歴
柳懿の子として生まれた。9歳のとき父を失い、母に孝事して知られた。学問を好み、経書や史書を渉猟し、陰陽卜筮の術に通じた。20歳にならないうちに、員外散騎侍郎を初任とした。諸官を歴任して河東郡丞となった。
宇文泰が河東郡を落とし、柳敏と会うと、「こんにち河東を得たよりも、卿を得たことが喜ばしい」と言った。柳敏は丞相府参軍事として任用された。まもなく戸曹参軍に転じ、記室を兼ねた。また蘇綽らとともに新たな宮廷制度の構築にあたった。礼部郎中に転じ、武城県子に封ぜられ、帥都督を加官され、郷里の軍事を領知した。大都督に進んだ。母の死去のため、服喪に入るともみあげの髪は半白になった。再起すると吏部郎中となった。喪礼の過剰のためにやせ細り、杖を使って立ち上がるありさまで、宇文泰も驚いて特別に廩賜を加えた。553年、尉遅迥が蜀を攻撃すると、柳敏は行軍司馬をつとめた。軍中の計略は、柳敏に委ねられた。益州が平定されると、驃騎大将軍・開府儀同三司に進み、侍中の位を加えられ、尚書に転じ、宇文氏の姓を賜った。556年、六官が建てられると、礼部中大夫の位を受けた。
557年、北周が建国されると、柳敏の爵位は公に進み、河東郡太守に任ぜられた。まもなく召還されて再び礼部に入った。郢州刺史として赴任し、善政で知られた。また礼部に入り、後に礼部が司宗と改められると、そのまま司宗をつとめた。柳敏は故事旧章に通じており、宮中の儀式は古い方式に改められた。
柳敏は小宗伯に転じ、国史の監修にあたった。また小司馬に転じ、律令の監修にあたった。位は大将軍に進み、敷州刺史となったが、病のため赴任しなかった。武帝が北斉を平定すると、柳敏の爵位は武徳郡公に進んだ。柳敏は建徳年間以後、病に伏せるようになり、武帝と宣帝がかれの邸に幸して見舞った。
581年、隋が建国されると、位は上大将軍・太子太保に進んだ。この年のうちに死去した。五州諸軍事・晋州刺史の位を追贈された。
末子に柳昂があった。

## 伝記資料
- 『周書』巻32 列伝第24
- 『北史』巻67 列伝第55